# Infiniti M
Oferecido atualmente nas versões M35 e M45, a linha M é arma da Infiniti para competir com BMW Série 5 e Mercedes-Benz Classe E.

## 1990
O original 1990 'Infiniti M30' foi a meio da oferta de Nissan Infiniti marca, e só foi vendido como um coupe. É caracterizada de uma 3,0 L V6 partilhado, juntamente com as suas roda traseira drive plataforma, em 1987 o japonês Nissan Leopard. Um conversível foi adicionado para o ano de 1991, a M30 e foi substituído depois de 1992 pela visualmente mais provocativo Infiniti J30. Infiniti não iria produzir um outro coupe até a libertação do Infiniti G35 coupe em 2003. Para esse dia, ela continua a ser o único Infiniti convertíveis nunca produziu.

## 2003
O M45 foi baseada em 2003 a série Y34-Gloria/Nissan Cedric, com estilo semelhante à da Glória, e substituiu o I30/I35 como Infiniti's meados de Tamanho carro. O motor da Nissan é o VK45DE, V8.

## 2006
Infiniti libertado um totalmente redesenhado M para o ano 2006 modelo para concorrer directamente na mid-size desportivos de luxo classe, contra tais como a classe stalwarts BMW Série 5 e os Mercedes-Benz Classe E. Ele usa uma versão muito mais rígida do G35/350Z/FX Nissan FM plataforma e está disponível com as séries comum VQ-280 cv (208 kW) 3,5 L V6 no campo M35, ou o Q45 335 cv (249 kW) 4,5 L V8 no M45. No Japão o M é conhecido como o Nissan Fuga. 
A imprensa tem atribuído o automóvel M vários best-in-class prêmios em comparações directas contra os seus concorrentes. Apesar de entrar numa fase muito lotados, competitivo segmento em que quase todos os membros, foi redesenhado recentemente, a M ainda conseguiu encontrar muitas distinções chave: Tanto a M35 e M45 são mais rápidos na sua classe (0-60 em 6,3 e 5,4 segundos, respectivamente). O M é próximo ou no topo de todas as dimensões interiores, na verdade irrompendo no EPA "grandes" em função da categoria que os pacotes são opção selecionada. De facto, enquanto no exterior a ser menor do que a emblemática Q45, o M45 oferece mais espaço, maior desempenho, um superior multilink suspensão dianteira, e muito mais amigável ergonomia, ameaçando a posição da emblemática Q45 (que cessou a produção após o ano 2006 modelo; como tal, o M tornou-se o actual bandeira própria). 
Todas as rodas-drive modelos são chamados de 'M35x', que usa um carro esporte derivado sistema (ATTESA-ETS) para enviar todos os poderes para as rodas traseiras até slip for detectado. 
A linha M foi lançado em fevereiro de 2005 (em quase exactamente o mesmo tempo que a nova 2006 Lexus GS) e seu primeiro de vários meses de vendas foram muito além das expectativas. Preços de aproximadamente US$ 40000 a 55000.

## 2008
Para o ano 2008 modelo, são consideradas pequenas alterações. O M45 wheel drive recebe todos os opcionais (M45x), e ver todos os modelos novos painéis dianteiro e traseiro facias.

## 2011 - presente
Por volta de 2011, prevê-se que a Infiniti libertar todos um novo M, o M37 (3,7 litros 24 válvulas V-6, 330 hp) e do M50 (V8, 5,0 litros, 32 válvulas). O M é esperar para ter uma concepção mais estreita que a do novo Sedan G35 e G37 Coupe.